# 梶山鼎介
梶山 鼎介（かじやま ていすけ、1848年11月15日（嘉永元年10月20日）- 1933年（昭和8年）3月25日）は、幕末の長府藩士、明治期の陸軍軍人・外交官・政治家。最終階級は陸軍歩兵中佐。衆議院議員。初名・喜代三郎。

## 経歴
長門国豊浦郡（現山口県下関市）で、長府藩士・梶山伴右衛門栄作の長男として生まれる。慶応元年2月14日（1865年3月11日）に長府藩報国隊が結成され斥候兼応接役となる。同年3月25日（4月20日）同志2名と長府藩保守派、藩目付役・林郡平を自宅で暗殺し、同年11月（12月-1966年1月）に捕縛され角島に流罪となった。その後、赦免され戊辰戦争で北陸の戦闘に報国隊軍監として従軍した。明治3年7月（1870年8月）豊浦藩少参事に就任。
廃藩置県後、政府留学生としてアメリカ合衆国、イギリスに2年間留学し、帰国後、山口県出仕、香川県権参事を務めた。1877年5月、陸軍歩兵少佐に任じられ、西南戦争に征討本部付として参戦。参謀局第2課長、参謀本部管西局員を歴任。1880年3月、清国公使館付武官となり、1885年、陸軍歩兵中佐に進級した。1886年5月、公使館書記官に転じ清国在勤となる。1888年2月、内務省地理局次長に転じ、1890年6月、地理局長に昇進。1891年3月から1892年12月まで朝鮮国弁理公使を務め、1893年に退官した。
1891年12月7日、咸鏡道防穀令施行（1889年）の損害として14万7168円を朝鮮政府に要求した（朝鮮側は要求を過大とし交渉難航）。
1894年9月、第4回衆議院議員総選挙で山口県第三区から出馬して当選し、国民協会に所属して一期在任した。その後、帰郷し郷土の発展に尽力した。

## 栄典
- 1891年（明治24年）3月31日 - 従四位[4]